# 방책

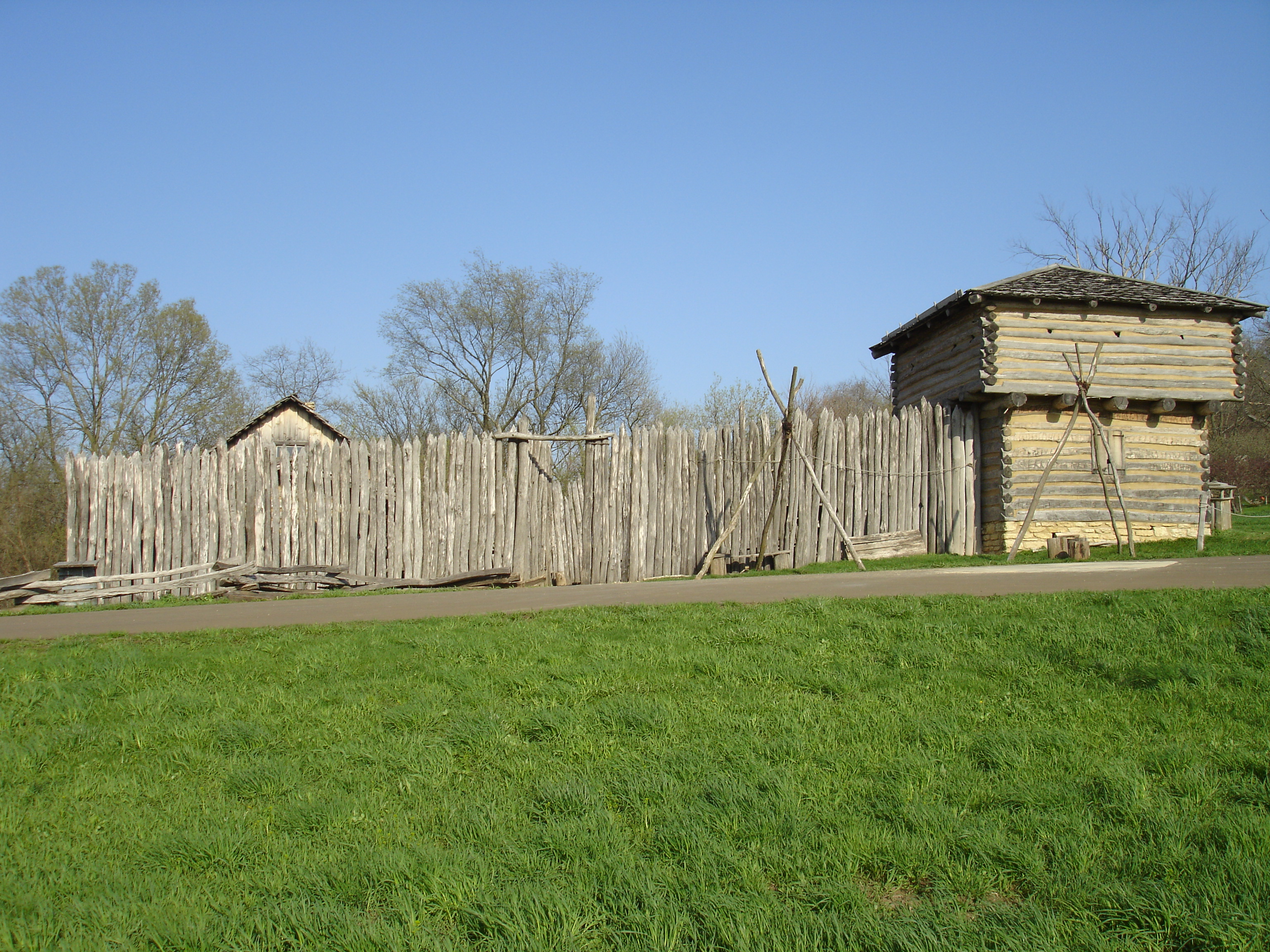

방책(防柵, stockade)은 말뚝 울타리 따위 목재로 된 재료를 수직으로 세워서, 그것을 둘러쳐 보안을 유지하는 방어시설이다.